# Osmond Ezinwa
Osmond Ezinwa, född den 22 november 1971, är en nigeriansk före detta friidrottare som tävlade i kortdistanslöpning.
Ezinwas främsta merit har kommit som en del av Nigerias stafettlag på 4 x 100 meter. Vid Olympiska sommarspelen 1992 blev det tillsammans med Oluyemi Kayode, Chidi Imoh, Olapade Adeniken och tvillingbrodern Davidson Ezinwa silver. Fem år senare blev det åter silver, denna gång i lag med Adeniken, Ezinwa och Francis Obikwelu.
1996 stängdes han av för doping.

## Personliga rekord
- 100 meter - 10,05
- 200 meter - 20,56